# Sommet de l'OTAN de 1991
Pour un article plus général, voir Sommet de l'OTAN.
Le sommet de l'OTAN Rome 1991 est le 12e sommet de l'OTAN, conférence diplomatique réunissant à Rome, en Italie, les 7 et 8 novembre 1991, les chefs d'État et de gouvernement des pays membres de l'Organisation du traité de l'Atlantique nord.